# Grabowiec (powiat wejherowski)
Grabowiec (dodatkowa nazwa w j. kaszub. Grabówc) – wieś kaszubska w Polsce położona w województwie pomorskim, w powiecie wejherowskim, w gminie Szemud.
W latach 1975–1998 miejscowość należała administracyjnie do województwa gdańskiego.
Podczas zaboru pruskiego wieś nosiła nazwę niemiecką Grabowitz. Podczas okupacji niemieckiej nazwa Grabowitz w 1942 została przez nazistowskich propagandystów niemieckich (w ramach szerokiej akcji odkaszubiania i odpolszczania nazw niemieckiego lebensraumu) zweryfikowana jako zbyt kaszubska i przemianowana na nowo wymyśloną i bardziej niemiecką – Grabheide.
Znajduje się tu klasztor (monaster) katolickiego żeńskiego zgromadzenia zakonnego Sióstr Najświętszej Dziewicy na Pustyni (betlejemitek).

## Integralne części wsi
| SIMC    | Nazwa     | Rodzaj    |
| ------- | --------- | --------- |
| 1015765 | Radowskie | część wsi |